# Фалери
Фалери (итал. Falerii) је насеље у Италији у округу Витербо, региону Лацио.
Према процени из 2011. у насељу је живело 658 становника. Насеље се налази на надморској висини од 205 м.